# 斯莫基克里克鎮區 (北卡羅萊納州伯克縣)
斯莫基克里克鎮區（英語：Smoky Creek Township）是位於美國北卡羅萊納州伯克縣的一個鎮區。

## 地方資料
斯莫基克里克鎮區的面積為24.86平方千米，皆為陸地。根據2020年美國人口普查的數據，當地共有人口579人，而人口密度為每平方千米23.29人。